# تشارلتون ليونز
تشارلتون ليونز (بالإنجليزية: Charlton Lyons)‏ هو محامي وشخصية أعمال أمريكي، ولد في 3 سبتمبر 1894 في أبفيل في الولايات المتحدة، وتوفي في 8 أغسطس 1973 في شريفبورت في الولايات المتحدة.